# Шлях додому (фільм, 1981)
«Шлях додому» («გზა შინისაკენ») — радянський художній фільм 1981 року, знятий режисером Олександром Рехвіашвілі на кіностудії «Грузія-фільм».

## Сюжет
Дія фільму відбувається у південній Грузії, яка до кінця XIX століття була під пануванням Оттоманської Імперії. Трагічні часи народжували людей високої сили духу, таких як Антимоз Іверієлі — філософ-просвітитель. Зазнавши у дитинстві жорстокість і несправедливість, він стає на шлях служіння людям. Вивезений турками до Румунії, герой будь-що хоче повернутися додому. Однак важкий і довгий цей шлях. Засуджений на смерть, Антимоз залишається у пам'яті своїх співвітчизників поборником справедливості.

## У ролях
- Вахтанг Панчулідзе — Антимоз Іверієлі
- Рамаз Чхіквадзе — перший канцелярист
- Автандил Махарадзе — другий канцелярист
- Автандил Мачаїдзе — роль другого плану
- Жанрі Лолашвілі — Жанрі
- Т. Бочорішвілі — роль другого плану
- Теймураз Бічіашвілі — Еліоз
- Варлам Цуладзе — Ілля
- Гурам Пірцхалава — Шио, викрадач людей
- Зураб Кіпшидзе — Гага, викрадач людей
- Зінаїда Кверенчхіладзе — роль другого плану
- Отар Меґвінетухуцесі — батько Антимоза
- Гуранда Габунія — роль другого плану
- Абрек Пхаладзе — старий, втікач із розореного села
- Закро Мегрелішвілі — роль другого плану
- Юрій Джиджеїшвілі — роль другого плану
- Тамаз Окруашвілі — роль другого плану
- Зура Челідзе — роль другого плану
- В. Кантеладзе — роль другого плану
- Отар Гунцадзе — втікач
- Амір Какабадзе — втікач

## Знімальна група
- Режисер — Олександр Рехвіашвілі
- Сценаристи — Олександр Рехвіашвілі, Ерлом Ахвледіані, Резо Квеселава
- Оператор — Арчіл Піліпашвілі
- Композитор — Вахтанг Кухіанідзе
- Художник — Амір Какабадзе